# Закладальна машина
Закладальна машина (рос. закладочная машина, англ. stowage machine, stower; нім. Versatzmaschine f) — машина, призначена для заповнення закладальним матеріалом виробленого простору, що утворився в результаті виймання корисної копалини. З. м. поділяються на механічні, метальні та пневматичні. Син. (рідко) — закладна машина.